# Autolinee Varesine
Autolinee Varesine s.r.l. è la società privata che gestisce il trasporto pubblico nella città di Varese e nella parte settentrionale della Provincia di Varese, per conto del CTPI - Consorzio Trasporti Pubblici Insubria. Oltre ai servizi di linea, Autolinee Varesine esercita anche servizi privati di trasporto e di noleggio vetture.

## Storia
Autolinee Varesine viene fondata nel 1979 a Bardello, utilizzando come sede quella dell'ormai dismessa Tranvia Varese-Angera.
Concorrono alla sua formazione la Svit, la Satov e una serie di altre aziende che continuano ad operare sul territorio, sino ad essere gradualmente assorbite dalla nuova società: nel corso degli anni, l'azienda inizia ad incorporare altre storiche realtà del trasporto pubblico locale, come la Somarè di Travedona Monate, la Varese Trasporti della Valganna, la Maretti di Cocquio-Trevisago e, negli Anni 2010-2016 la Baldioli di Luino e la Giuliani&Laudi di Varese.
Dal 2013, inoltre, il marchio Autolinee Varesine è subentrato a quello di TUV Trasporti Urbani Varese nella gestione del servizio urbano di Varese città.
Insieme a Castano, Autolinee Varesine forma il Consorzio Trasporti Pubblici Insubria (Ctpi).

## Rete
Autolinee Varesine gestisce le dodici linee urbane di Varese, che si dipanano complessivamente per 95 km nel territorio cittadino: le tre linee di area urbana per Azzate, Bisuschio e Morosolo; le 25 autolinee della sottorete nord del Varesotto, una delle quali svolta dalla società Castano Turismo, socia del già citato Ctpi. 
Nell'anno 2017, l'azienda ha percorso 2.535.831 km/bus per il servizio urbano e l'area urbana: 4.026.248,40 km/bus sulla rete extraurbana.

## Sedi
Oltre alla sede principale di Bardello, l'azienda vanta altre sedi operative:
- Varese (sede legale, depositi e biglietteria centrale);
- Ghirla (presso la storica stazione);
- Luino (presso la sede già della "Attilio Baldioli Spa")

## Flotta
| Matricola/serie  | Modello                     | Lunghezza            | Note                      |
| ---------------- | --------------------------- | -------------------- | ------------------------- |
| 5142-5146        | Mercedes Citaro C1          | 12 m. (3 porte)      | acquistati nel 2008       |
| 5162 e 5164      | MAN Lion's City             | 10 m. (3 porte)      | acquistati usati nel 2011 |
| 5166-5167        | Otokar vectio               | 9 m. (2 porte)       | acquistati nel 2011       |
| 5168-5170        | Mercedes Citaro C1          | 10 m. (3 porte)      | acquistati nel 2012       |
| 5171-5174        | Mercedes Citaro C1          | 12 m. (3 porte)      | acquistati nel 2012       |
| 5178             | Otokar vectio               | 9 m. (2 porte)       | acquistato nel 2014       |
| 5179-5180        | Mercedes Citaro C2          | 10 m. (3 porte)      | acquistati nel 2014       |
| 5181-5182        | Mercedes Citaro C2          | 12 m. (3 porte)      | acquistati nel 2014       |
| 5183-5184        | Man Lion's City G           | 18 m. (3 porte)      | acquistati nel 2014       |
| 5185-5186        | Mercedes Citaro C2          | 12 m. (3 porte)      | acquistati nel 2015       |
| 5187             | Mercedes Citaro C1 G        | 18 m. (3 porte)      | acquistato usato nel 2017 |
| 5188-5189        | Mercedes Citaro C1          | 12 m. (3 porte)      | acquistati nel 2017       |
| 5190             | Mercedes Citaro C2          | 12 m. (3 porte)      | acquistato nel 2017       |
| 5191             | Minibus Opel                |                      | acquistato nel 2017       |
| 5192             | Otokar Kent C               | 12 m. (3 porte)      | acquistato nel 2017       |
| 5193             | Mercedes Citaro C1          | 10 m. (2 porte)      | acquistato nel 2017       |
| 5194             | Mercedes Citaro C1 G        | 18 m. (3 porte)      | acquistato usato nel 2017 |
| 5195-5199        | Mercedes Citaro C2          | 10 m. (3 porte)      | acquistati nel 2018       |
| 5200-5202 e 5205 | Mercedes Citaro C2          | 12 m. (3 porte)      | acquistati nel 2018       |
| 5206             | Mercedes Citaro C2 Hybrid   | 10 m. (3 porte)      | acquistato nel 2019       |
| 5207-5208        | Otokar Kent C               | 10 m. (3 porte)      | acquistati nel 2019       |
| 5209             | Otokar Kent C               | 12 me. (3 porte)     | acquistato nel 2019       |
| 5210-5220        | Mercedes Citaro C2 Hybrid   | 10 e 12 m. (3 porte) | acquistati nel 2021       |
| 5221-5222        | Mercedes-Benz Conecto G     | 18 m. (4 porte)      | acquistati nel 2023       |
| 5223             | Solaris Urbino 8.9          | 8,9 m. (2 porte)     | acquistato usato nel 2024 |
| 5224-5232        | Solaris Urbino 12 elettrico | 12 m. (3 porte)      | acquistati nel 2024       |
| 5233             | Otokar Vectio C             | 9 m. (2 porte)       | acquistato nel 2025       |

| Matricola/serie                        | Modello                                 | Lunghezza       | Note                      |
| -------------------------------------- | --------------------------------------- | --------------- | ------------------------- |
| 0126 e 3124                            | Volvo 8700 B12B                         | 12 m. (2 porte) | acquistati nel 2008       |
| 0127-0128 2131-2132 3129-3130          | Volvo 8700 B12BLE                       | 12 m. (2 porte) | acquistati nel 2010       |
| 0139-0141 2140-3142                    | Setra S 415 UL                          | 12 m. (2 porte) | acquistati nel 2011       |
| 0144-0146 1075-1081 2143               | Mercedes Citaro C2                      | 12 m. (2 porte) | acquistati nel 2012       |
| 0148                                   | Man Lion's City G                       | 18 m. (3 porte) | acquistato usato nel 2013 |
| 0149 e 1084                            | Mercedes Citaro C2                      | 12 m. (2 porte) | acquistati nel 2014       |
| 0150-0151 1085-1087 1152-1153          | Mercedes-Benz Intouro                   | 12 m. (2 porte) | acquistati nel 2014       |
| 0154 1089 2155                         | Mercedes Citaro C2                      | 12 m. (2 porte) | acquistati nel 2015       |
| 0155-0156                              | Setra S 415 H                           | 12 m. (2 porte) | acquistati usati nel 2016 |
| 0157-0158                              | Mercedes-Benz Integro                   | 12 m. (2 porte) | acquistati usati nel 2017 |
| 0159                                   | Irisbus Proxys                          | 8 m. (1 porta)  | acquistato usato nel 2017 |
| 0160 1093-1094 2156-2157 3143          | Setra S 415 LE                          | 12 m. (2 porte) | acquistati nel 2017       |
| 0161-0162 1095-1096                    | Mercedes-Benz Intouro                   | 12 m. (2 porte) | acquistati usati nel 2017 |
| 0163 1097 2158 3144                    | Setra S 415 UL                          | 12 m. (2 porte) | acquistati usato nel 2017 |
| 0164                                   | Mercedes Citaro G                       | 18 m. (3 porte) | acquistato usato nel 2018 |
| 0165 1098-1101 2159                    | Mercedes Citaro C2                      | 12 m. (2 porte) | acquistati nel 2018       |
| 0166-0169 1102-1104 2160 3145          | Setra S 415 LE                          | 12 m. (2 porte) | acquistati nel 2018       |
| 0170 1107 2161 3147                    | Iveco Crossway LE                       | 12 m. (2 porte) | acquistati nel 2019       |
| 0171 1106 3146                         | Setra S 415 LE                          | 12 m. (2 porte) | acquistati nel 2019       |
| 0172                                   | Mercedes-Benz Intouro                   | 12 m. (2 porte) | acquistato nel 2020       |
| 0173 1108-1110 1112 3148               | Iveco Crossway LE                       | 12 m. (2 porte) | acquistati nel 2020       |
| 0174 e 1113                            | Mercedes-Benz Intouro                   | 12 m. (2 porte) | acquistati nel 2021       |
| 0176                                   | Mercedes Citaro G                       | 18 m. (3 porte) | acquistato usato nel 2022 |
| 0177                                   | Mercedes Citaro C2                      | 12 m. (2 porte) | acquistato nel 2022       |
| 0178-0179 182 1116-1117 2162 2166 3149 | Mercedes-Benz Intouro                   | 12 m. (2 porte) | acquistati nel 2023       |
| 0181                                   | Otokar Vectio U LE                      | 9 m. (2 porte)  | acquistato nel 2023       |
| 0183                                   | Mercedes Citaro G                       | 18 m. (3 porte) | acquistato usato nel 2024 |
| 0184                                   | Mercedes-Benz Intouro                   | 12 m. (2 porte) | acquistato usato nel 2024 |
| 1071-1073                              | Volvo 8700 B12BLE                       | 12 m. (2 porte) | acquistati nel 2008       |
| 1088                                   | Mercedes-Benz Intouro                   | 12 m. (2 porte) | acquistato nel 2015       |
| 1090                                   | MAN Lion's City                         | 12 m. (3 porte) | acquistato usato nel 2016 |
| 1092                                   | Mercedes Citaro C2                      | 12 m. (2 porte) | acquistato usato nel 2016 |
| 1105                                   | Mercedes Citaro C2                      | 12 m. (2 porte) | acquistato nel 2019       |
| 1111                                   | Mercedes-Benz Sprinter Alpina Elettrico | 7 m. (1 porta)  | acquistato nel 2010       |
| 1114-1115                              | Mercedes Citaro C2                      | 12 m. (2 porte) | acquistati nel 2022       |
| 1118-1121 2163-2165                    | Setra S 415 LE                          | 12 m. (2 porte) | acquistati nel 2023       |
| 1122                                   | Mercedes Citaro C2                      | 12 m. (2 porte) | acquistato nel 2023       |
| 4082                                   | BMC Probus SCB 215                      | 9 m. (2 porte)  | acquistato nel 2012       |
| 4085                                   | minibus Isuzu Carind P60                | 7 m. (1 porta)  | acquistato usato nel 2016 |
| 4086                                   | minibus Ford Transit                    | 7 m. (1 porta)  | acquistato nel 2016       |
| 4087                                   | BMC 750 Midilux                         | 7 m. (2 porte)  | acquistato usato nel 2016 |
| 4088                                   | Otokar Vectio U                         | 9 m. (2 porte)  | acquistato nel 2018       |
| 4089-4095                              | Otokar Vectio U LE                      | 9 m. (2 porte)  | acquistati nel 2022       |

| Matricola/serie | Modello                       | Lunghezza        | Note                      |
| --------------- | ----------------------------- | ---------------- | ------------------------- |
| 9216 9264       | Mercedes-Benz Tourismo        | 12 m. (2 porte)  | acquistati nel 2010       |
| 9227 9231       | Mercedes-Benz Tourismo        | 12 m. (2 porte)  | acquistato nel 2013       |
| 9230            | Mercedes-Benz Tourino         | 10 n. (2 porte)  | acquistato nel 2013       |
| 9232 9273       | Mercedes-Benz Tourismo        | 12 m. (2 porte)  | acquistato nel 2014       |
| 9233            | Otokar Vectio T               | 10 m. (2 porte)  | acquistato nel 2014       |
| 9235            | Mercedes-Benz Tourismo        | 12 m. (2 porte)  | acquistato nel 2015       |
| 9236            | Iveco Wing                    | 7 m. (1 porta)   | acquistato nel 2015       |
| 9237            | Volvo 9700 Premium            | 12 m. (2 porte)  | acquistato nel 2015       |
| 9238            | Neoplan Cityliner             | 14 m. (2 porte)  | acquistato usato nel 2015 |
| 9239            | Mercedes-Benz Sprinter Master | 6,5 m. (1 porta) | acquistato nel 2015       |
| 9240            | Iveco Mago 2                  | 8 m. (1 porta)   | acquistato nel 2015       |
| 9241            | Volvo 9700 Premium            | 12 m. (2 porte)  | acquistato nel 2016       |
| 9242            | Mercedes-Benz Tourismo        | 12 m. (2 porte)  | acquistato nel 2016       |
| 9244            | minibus Iveco Daily           | 7 m. (1 porta)   | acquistato usato nel 2016 |
| 9248            | BMC 850 TBX                   | 8 m. (2 porte)   | acquistato nel 2005       |
| 9249            | Toyota Caetano N29            | 7 m. (1 porta)   | acquistato nel 2005       |
| 9254            | Mercedes-Benz Tourismo        | 12 m. (2 porte)  | acquistato usato nel 2016 |
| 9256            | Volvo 9700 Premium            | 12 m. (2 porte)  | acquistato nel 2016       |
| 9257            | MAN Lion's Coach              | 14 m. (2 porte)  | acquistato usato nel 2017 |
| 9258            | Mercedes-Benz Sprinter        | 6,5 m. (1 porta) | acquistato usato nel 2017 |
| 9259            | Volvo 9700 Premium            | 12 m. (2 porte)  | acquistato nel 2017       |
| 9260            | Mercedes-Benz Tourismo        | 12 m. (2 porte)  | acquistato nel 2017       |
| 9274            | Mercedes-Benz Sprinter        | 6,5 m. (1 porta) | acquistato usato nel 2017 |
| 9276-9277       | Mercedes-Benz Tourismo        | 12 m. (2 porte)  | acquistati nel 2018       |
| 9278            | Volvo 9700 Premium            | 12 m. (2 porte)  | acquistato nel 2018       |
| 9279 9281       | Mercedes-Benz Tourismo        | 12 m. (2 porte)  | acquistato nel 2018       |
| 9280            | minibus Fiat Ducato           | 6 m. (1 porta)   | acquistato nel 2018       |
| 9282            | Mercedes-Benz Tourismo        | 12 m. (2 porte)  | acquistato nel 2019       |
| 9283            | Volvo 9700 HDH                | 12 m. (2 porte)  | acquistato nel 2019       |
| 9284-9285       | Mercedes-Benz Tourismo        | 12 m. (2 porte)  | acquistato nel 2020       |
| 9286            | MAN Lion's Coach              | 12 m. (2 porte)  | acquistato usato nel 2024 |
| 9287-9288       | MAN Lion's Coach              | 12 m. (2 porte)  | acquistati nel 2025       |